# SM-sarja 1933/34
Die Saison 1933/34 war die sechste Spielzeit der finnischen SM-sarja. Meister wurde zum insgesamt zweiten Mal in der Vereinsgeschichte HSK Helsinki. Topscorer wurde Jaakko Tiitola von Ilves Tampere mit drei Toren und einem Assist.

## Modus
In der Hauptrunde absolvierte jede der vier Mannschaften insgesamt drei Spiele. Der Erstplatzierte der Hauptrunde wurde Meister. Für einen Sieg erhielt jede Mannschaft zwei Punkte, bei einem Unentschieden gab es einen Punkt und bei einer Niederlage null Punkte.

## Hauptrunde
|    | Klub          | Sp | S | U | N | Tore | Punkte |
| -- | ------------- | -- | - | - | - | ---- | ------ |
| 1. | HSK Helsinki  | 3  | 2 | 1 | 0 | 6:2  | 5      |
| 2. | HPS Helsinki  | 3  | 2 | 0 | 1 | 6:6  | 4      |
| 3. | Ilves Tampere | 3  | 1 | 1 | 1 | 5:6  | 3      |
| 4. | HJK Helsinki  | 3  | 0 | 0 | 3 | 3:6  | 0      |

Sp = Spiele, S = Siege, U = Unentschieden, N = Niederlagen